# William Willis

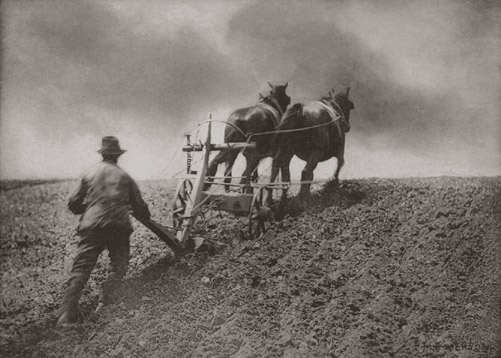
Fotografie Petera Henry Emersona vytištěná platinotiskem, 20.7 x 28.8 cm, cca 1886

William Willis junior (1841–1923) byl britský vynálezce, který rozvinul fotografický platinový proces na základě citlivosti platinových solí na světlo, který původně objevil John Herschel.

## Životopis
Willis zhotovil a patentoval první platinotisk v roce 1873, ale proces nebyl příliš dokonalý a přitahoval malý zájem.
V roce 1874 ohlásil britský magazín British Journal of Photography jeho vylepšený proces platinotisku. Podrobnější popis procesu zveřejnil 4. června 1875. V roce 1879 již dovedl platinotisk do kvalitního konce a to byl dostatečný důvod k založení soukromé společnosti Platinotype Company, která vyráběla vlastní fotografické papíry. Na trh je začala dodávat o rok později. 
Willis převzal obchodní praktiky od Louise Daguerra, který vlastnil práva na fotografický proces daguerrotypie. Willis prodával fotografům, kteří chtěli platinotypii používat, licence a poté jim prodával také příslušný fotografický materiál.